# بيترس لورا غوف
بيترس لورا غوف (بالإنجليزية: Beatrice Laura Goff)‏ هي عالمة آثار أمريكية، ولدت في 4 ديسمبر 1903 في Andover, Massachusetts ‏ في الولايات المتحدة، وتوفيت في 26 مارس 1998 في مقاطعة سوفولك في الولايات المتحدة.